# 波塔野鯪
波塔野鯪，為輻鰭魚綱鯉形目鯉科的其中一個種。被IUCN列為極危保育類動物，分布於亞洲印度馬哈拉斯查省考未立河流域，體長可達30公分，可做為食用魚。

## 扩展阅读
維基物種上的相關：波塔野鯪